# La bohème (Leoncavallo)
La bohème è un'opera lirica in quattro atti di Ruggero Leoncavallo, musicata su libretto del compositore stesso e rappresentata per la prima volta al Teatro la Fenice di Venezia il 6 maggio 1897.
La trama si ispira direttamente a Scènes de la vie de bohème di Henri Murger, e l'opera ha la stessa fonte e lo stesso titolo di quella di Giacomo Puccini, con cui al tempo Leoncavallo ingaggiò una sfida.
Il 14 aprile 1913 avviene la prima della seconda versione come Mimì Pinson al Teatro Massimo Vittorio Emanuele di Palermo.

## Interpreti della prima rappresentazione
| Personaggio            | Interprete                |
| ---------------------- | ------------------------- |
| Marcello               | Umberto Beduschi          |
| Rodolfo                | Rodolfo Angelini-Fornari  |
| Schaunard              | Jacques [Gianni] Isnardon |
| Colline Visconte Paolo | Lucio Aristi              |
| Barbemouche            | Giuseppe Frigiotti        |
| Gaudenzio Durand       | Enrico Giordani           |
| Un signore             | Ettore Negrini            |
| Musette                | Elisa "Lison" Frandin     |
| Mimi                   | Rosina Storchio           |
| Eufemia                | Clelia Cappelli           |

Direttore: Alessandro Pomè.

## Trama

### Atto I
La scena si apre in un caffè di Parigi la sera della vigilia di Natale. Marcello, Schaunard, Rodolfo e Colline, quattro stravaganti artisti squattrinati, festeggiano e brindano allegramente in compagnia di Mimì, Eufemia e Musette. L'oste, che già ha il gruppo in antipatia, va su tutte le furie quando Marcello e Rodolfo scoprono di non poter pagare il conto. Nel pieno di un divertente litigio in cui i quattro artisti citano i grandi della letteratura classica mentre l'oste insiste per essere pagato, il ricco Barbemuche entra in scena e si offre di saldare il conto in quanto "vero amico degli artisti". L'oste è euforico mentre i sette bohèmien rimangono sbalorditi. Per dare un senso di giustizia a tanta generosità, Rodolfo sfida orgogliosamente Barbemuche a biliardo: solo se Rodolfo vincerà il ricco Barbemuche offrirà la cena all'allegra compagnia. Rodolfo vince la partita e il gruppo di amici si lascia offrire la cena senza che il proprio orgoglio e la propria goliardia siano feriti. Durante il gioco Marcello si dichiara a Musette la quale, pur avvertendolo della sua inaffidabilità sentimentale, accetta di diventare la sua compagna.

### Atto II
Il secondo atto si apre in primavera, quando l'amore tra Marcello e Musette è più saldo che mai. Il banchiere che mantiene Musette non accetta però questa relazione e toglie alla ragazza il suo appartamento facendone pignorare i mobili. Musette, che voleva organizzare una festa nel suo appartamento, ne trova la porta chiusa e tutti i mobili in cortile. Lo spirito di improvvisazione bohèmien convince Musette e Marcello a organizzare una festa nel cortile del palazzo. Nobili, cavalieri e letterati si godono la festa sotto le stelle finché il vicinato non insorge per il baccano e caccia gli invitati dal cortile. Durante la festa un giovane nobiluomo corteggia Mimì e le promette ogni ricchezza se lei lo avesse seguito. Mimì è indecisa e già sa che la vita bohèmien le mancherà. Nonostante questo cede alle richieste del giovane Visconte e lo segue nella sua carrozza che parte alla volta dell'orizzonte. 

### Atto III
Il terzo atto si svolge nell'appartamento di Marcello e Rodolfo alla fine dell'estate. Musette scrive una lettera struggente a Marcello dove lo informa che lo abbandona perché non è più in grado di sostenere la fame e le privazioni di una vita fatta di sola arte. Prima di fuggire incontra Mimì che, nella situazione opposta, vuole rinunciare agli agi del giovane Visconte per vivere del solo amore di Rodolfo. Marcello ascolta i loro colloquio nascosto dietro le scale e si convince che sia stata Mimì a convincere Musette a preferire il denaro all'amore. Anche Rodolfo entra in scena e, disgustato dalle accuse mosse a Mimì da Marcello, caccia Mimì che parte con Musette. 

### Atto IV
La scena si apre nell'appartamento dei bohèmien che nostalgicamente ricordano quanto era stato lieto e pieno di speranza il Natale precedente. Marcello confessa di aver scritto una missiva per Musette in cui la implora di tornare da lui, almeno per un ultimo giorno. Mentre i quattro parlano, Mimì bussa la porta in fin di vita dilaniata dalla tosse. I quattro uomini accendono un fuoco per dare un po' di ristoro a Mimì. Nel frattempo Musette entra e dona i suoi gioielli per pagare un dottore e delle medicine per Mimì. Ogni sforzo sarà però vano perché Mimì morirà poco dopo tra le braccia del suo Rodolfo.

## Discografia
- 1958 - Doro Antonioli (Marcello), Ettore Bastianini (Rodolfo), Walter Monachesi (Schaunard), Curzio Flemi (Gustavo Colline), Antonio Sacchetti (Barbemuche), Giuseppe Forgione (Visconte Paolo), Piero De Palma (Gaudenzio, Durand), Pier Giovanni Filippi (Il Signore), Mafalda Masini (Musette), Rosetta Noli (Mimì), Anna Di Stasio (Eufemia) - Direttore: Francesco Molinari Pradelli - Orchestra e Coro del Teatro San Carlo di Napoli - Registrazione dal vivo - Hardy Classic[2]
- 1964 - Antonio Annaloro (Marcello), Guido Mazzini (Rodolfo), Orazio Gualtieri (Schaunard), Giulio Montano (Gustavo Colline), Bruno Cioni (Barbemuche), Ottorino Begali (Gaudenzio / Il Signore), Cesare Masini Sperti (Durand), Nedda Casei (Musette), Antonietta Mazza Medici (Mimì), Anna Lia Bazzani (Eufemia) - Direttore: Alberto Zedda - Orchestra Filarmonica di Sanremo. Coro del Teatro Comunale di Bologna - LP: Cetra LPC 1269[3]
- 1975 - Alain Vanzo (Marcello), Robert Currier-Christesen (Rodolfo), Jacques Trigeau (Schaunard), Eduard Tumagian (Gustavo Colline), Michel Roux (Barbemuche), José Venezia (Gaudenzio), Gérard Quenez (Il Signore), Anita Terzian (Musette), Edith Tremblay (Mimì), Amelia Salvetti (Eufemia) - Direttore: Nino Bonavolontà - Orchestre Lyrique de l'O.R.T.F. Chorale Lyrique de l'O.R.T.F. - Registrazione radiofonica - De Plein Vent (Institut National de l'Audiovisuel) DPV CD 30.9010 (1990)[4]
- 1981 - Franco Bonisolli (Marcello), Bernd Weikl (Rodolfo), Alan Titus (Schaunard), Raimund Grumbach (Gustavo Colline), Alexander Malta (Barbemuche), Jörn W. Wilsing (Visconte Paolo), Friedrich Lenz (Gaudenzio), Norbert Orth (Durand), Albert Gassner (Il Signore), Aleksandrina Milcheva-Nonova (Musette), Lucia Popp (Mimì), Sofia Lis (Eufemia) - Direttore: Heinz Wallberg - Orchestra e Coro della Radio di Monaco - Orfeo[5]
- 1990 - Mario Malagnini (Marcello), Jonathan Summers (Rodolfo), Bruno Praticò (Schaunard), Pietro Spagnoli (Gustavo Colline), Silvano Pagliuca (Barbemuche), Pietro Spagnoli (Visconte Paolo), Romano Emili (Gaudenzio, Durand), Giampaolo Grazioli (Il Signore), Martha Senn (Musette), Lucia Mazzaria (Mimì), Cinzia De Mola (Eufemia) - Direttore: Jan Latham-König - Orchestra e Coro del Teatro La Fenice di Venezia - Registrazione dal vivo - Nuova Era[6]
- 2002 - Mikail Davidoff (Marcello), Vittorio Vitelli (Rodolfo), Urban Malmberg (Schaunard), Luis Ledesma (Gustavo Colline), Steven Gallop (Barbemuche), Anthony Mee (Gaudenzio / Durand), Johannes Thausig (Il Signore), Katia Lytting (Musette), Juanita Lascarro (Mimì), Adrineh Simonian (Eufemia) - Direttore: Marco Guidarini - Orchestra: Klangbogen Wien - DVD: Premiere Opera Ltd. 6601 (2008)[7]